# Ameerega boehmei
Ameerega boehmei е вид жаба от семейство Дърволази (Dendrobatidae). Видът не е застрашен от изчезване.

## Разпространение
Разпространен е в Боливия.

## Описание
Популацията на вида е стабилна.